# François-Gaston de Lévis

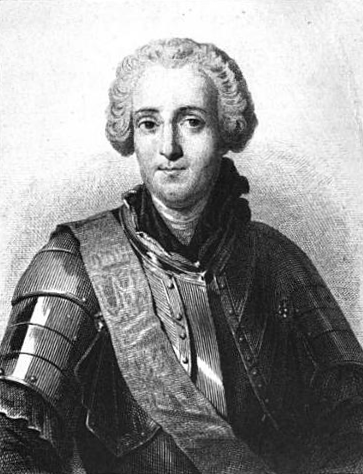
François-Gaston de Lévis, Marschall von Frankreich

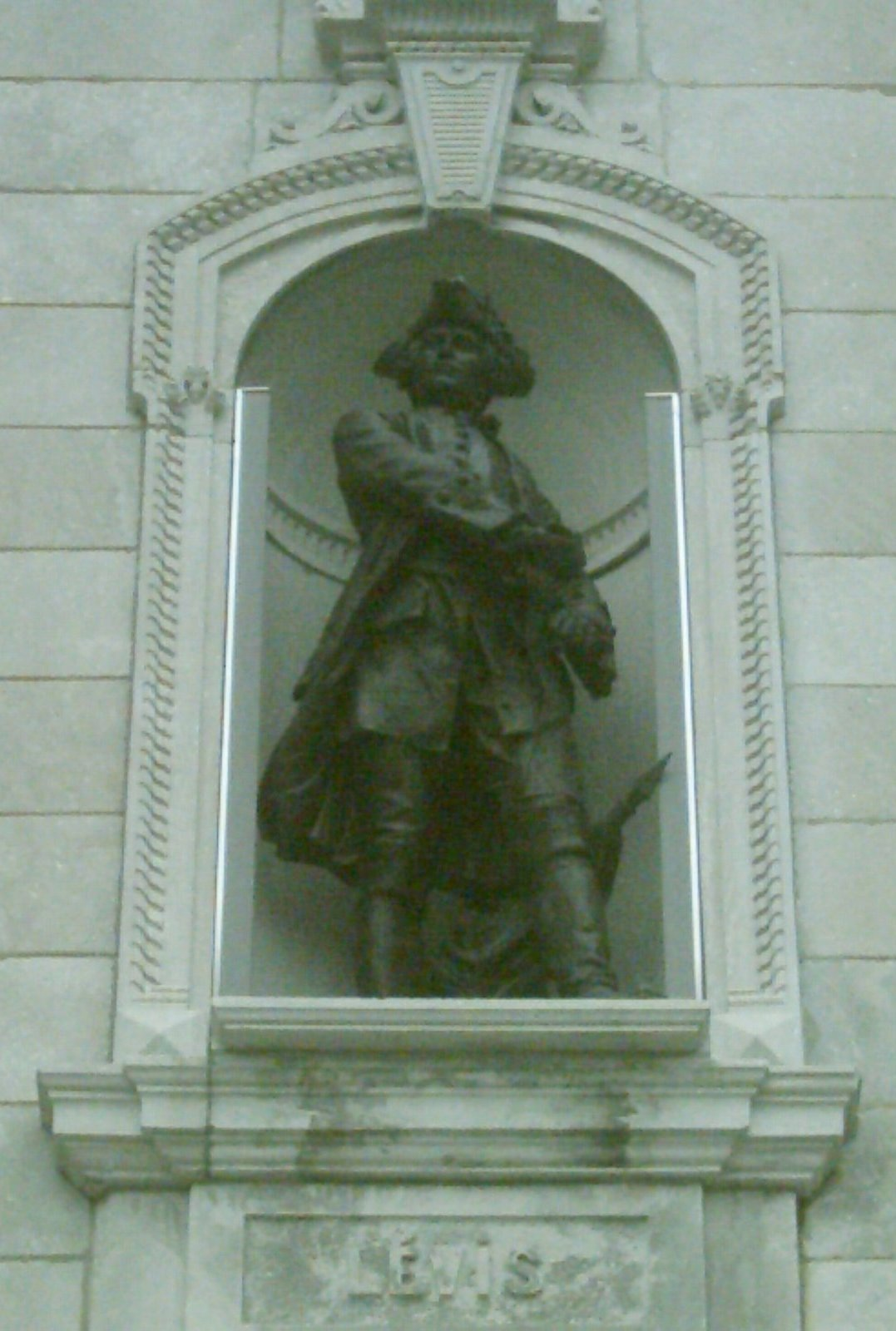
Steinskulptur von Lévis an der Fassade des Parlamentsgebäudes der Provinz Québec

François-Gaston de Lévis (* 20. August 1719 auf dem Château d’Ajac, Département Aude; † 27. November 1787 in Arras) war ein französischer Adliger und Offizier, zuletzt in der Position eines Marschall von Frankreich. Während der Franzosen- und Indianerkriege diente er im Siebenjährigen Krieg 1756 bis 1760 in Nordamerika gegen die britischen Streitkräfte.

## Biografie
François-Gaston de Lévis entstammte einer bekannten französischen Adelsfamilie, die im südfranzösischen Ajac beheimatet war. Er hatte sich bereits während des Polnischen Thronfolgekrieges und des Österreichischen Erbfolgekrieges als Offizier bewährt. Während des Siebenjährigen Krieges wurde er von 1756 bis 1760 auf kanadischem Boden zur Verteidigung Neufrankreichs eingesetzt. Dort fungierte er zunächst als Stellvertreter des militärischen Oberbefehlshabers Louis-Joseph de Montcalm, nachdem dieser im Herbst 1759 gefallen war, dann als dessen Nachfolger. Trotz der großen Zwischenerfolge, die er im darauf folgenden Frühjahr noch einmal erringen konnte, war die endgültige Niederlage jedoch nicht mehr abzuwenden und er musste im Herbst 1760 vor überlegenen britischen Streitkräften die Waffen strecken. Danach kehrte er nach Europa zurück und diente dort bis zum Ende des Siebenjährigen Krieges noch in einigen Feldzügen der französischen Armee auf deutschem Boden. Nach seinem Ausscheiden aus der Armee wurde er als Gouverneur des Artois eingesetzt und zwei Jahrzehnte später noch zum Marschall von Frankreich ernannt.

## In Neufrankreich

### 1756 – Entsendung nach Kanada
Im Frühjahr 1756 wurde Lévis mit einigen Truppenverstärkungen nach Kanada entsandt. Noch in Frankreich war er zum Stellvertreter des neu ernannten Oberbefehlshaber Louis-Joseph de Montcalm (1712–1759) bestimmt worden, dessen augenscheinlich wohl auf Gegenseitigkeit beruhende Sympathie er sich bereits nach kurzer Zeit erwerben konnte. Der vom französischen König über die Entsendung von Montcalm und Lévis informierte Gouverneur von Neufrankreich Vaudreuil erhob allerdings in einem Antwortschreiben bereits vorab Einspruch gegen deren Einsetzung als kommandierende Offiziere, weil diese seiner Auffassung nach als kontinental-europäisch geprägte Kriegsteilnehmer nicht in der Lage waren, sich auf die besonderen Gegebenheiten des nordamerikanischen Kriegsschauplatzes einzustellen. Nachdem beide trotz dieses Einspruchs dennoch in Kanada eingetroffen waren, sollte sich zwischen Vaudreuil und Montcalm sehr bald eine tiefe Abneigung entwickeln. Lévis allerdings brachte es zustande, zu beiden Männern gute Beziehungen aufzubauen bzw. zu erhalten. Dadurch gelang es ihm, sich einer Verstrickung in deren Zwistigkeiten zu entziehen.

### 1757 – Am Lac du Saint-Sacrement
Im Rahmen der militärischen Auseinandersetzungen, die in den folgenden Jahren um den Besitz Neufrankreichs stattfanden, war Lévis häufig am Schauplatz von bedeutsamen Ereignissen anzutreffen. Mehrfach wurde ihm dabei der Befehl über wichtige Unternehmungen übertragen, so etwa im Sommer 1757 bei den Kämpfen um das am Südende des Lac du Saint-Sacrement (engl. Lake George) gelegene britische Fort William Henry. Dort führte er das 3000 Mann umfassende französische Vorauskommando an, das von Montcalm zur Einschließung des Forts entsandt worden war. Zuvor hatte er den Geschützpark zusammengestellt, der für einen erfolgreichen Ausgang der Belagerung erforderlich war, ebenso hatte er auch die Bereitstellung der für den Transport von Truppen und Material benötigten Boote organisiert. Nachdem Montcalm mit dem französischen Hauptkontingent und den Belagerungsgeschützen eingetroffen war, wurde die bereits begonnene Belagerung intensiviert und das Fort musste wenige Tage später an die französischen Truppen übergeben werden. Der geschlagenen Fortbesatzung wurde in den Kapitulationsbedingungen der freie Abzug unter militärischen Ehren zugestanden. Die damit nicht einverstandenen indianischen Verbündeten der Franzosen missachteten jedoch die getroffenen Vereinbarungen und attackierten die abziehenden Garnisonssoldaten sowie deren Begleittross. Trotz des Einschreitens französischer Offiziere kam es dabei zur Ermordung von 70 bis 180 Soldaten bzw. Zivilisten. Viele andere wurden verschleppt, verletzt oder ausgeraubt. Diese Ereignisse wurden später von James Fenimore Cooper in seinem Roman Der letzte Mohikaner literarisch verarbeitet.

### 1758 – Bei den Großen Seen und am Fort Carillon
Als Folge dieser und mehrerer anderer Niederlagen wurden nun allerdings aus dem Mutterland weitere regulären Einheiten als Verstärkung in die britischen Kolonien geschickt. Nach dem Eintreffen dieser Verbände sollte es den Briten im Lauf des Jahres 1758 allmählich gelingen, eine Wende im Kriegsverlauf einzuleiten. Bei der Planung der französischen Abwehrstrategie dieses Jahres sollte sich hingegen der Zwist zwischen Vaudreuil und Montcalm fortsetzen und weiter eskalieren. Hauptstreitpunkt bildete ein weiteres Mal die Frage, welche Prioritäten bei der Verteidigung Neufrankreichs gesetzt werden sollten. Montcalm warnte dabei stets vor einer Zersplitterung der ohnehin relativ schwachen eigenen Kräfte und plädierte dafür, erforderlichenfalls die jenseits der Großen Seen etablierten Vorposten aufzugeben, um dadurch eine Konzentration aller verfügbaren Einheiten im Tiefland des Sankt-Lorenz-Stroms zu ermöglichen. Mit dieser rein militärischen Sichtweise war dagegen der in Kanada geborene Vaudreuil nicht einverstanden, denn für ihn gefährdeten solche Überlegungen die Kontrolle über das ökonomische Hinterland der Kolonie, ohne das diese langfristig nicht mehr überlebensfähig wäre. Vaudreuil behielt jedenfalls in diesem Konflikt die Oberhand und konnte seine Vorstellungen über die Planungen der nächsten Feldzüge durchsetzen.
Montcalm wurde demnach zum Fort Carillon entsandt, um die Südflanke Kanadas gegen eine aus dieser Richtung erwartete britische Invasion abzuschirmen. Lévis dagegen sollte mit einer 3000 Mann starken gemischten Einheit in das Gebiet der Großen Seen aufbrechen, um von dort aus gegen britisch kontrollierte Gebiete einen flankierenden Entlastungsangriff zu unternehmen. Zu den ihm unterstellten Truppen gehörten ausgesuchte 400 Soldaten von den Linientruppen, nochmals 400 weitere aus den regulären Kolonialeinheiten, bei den übrigen handelte es sich um kampferprobte kanadische Milizeinheiten und indianische Verbündete der Franzosen. Mit diesem Verband befehligte Lévis zwar eine schlagkräftige Streitmacht um seinen Auftrag im Westen zu erfüllen, der Entzug dieser Truppen führte demgegenüber allerdings auch zu einer gravierenden Schwächung von Montcalms Position bei Fort Carillon. Denn dieser sollte zwar den britischen Hauptangriff abwehren, verfügte selbst aber nur über unwesentlich mehr Soldaten, als Lévis selbst. Nachdem jedoch immer mehr Nachrichten nach Kanada gelangt waren, dass die Briten im Hudsontal eine weit überlegene Armee zusammengezogen hatten, brachte dies Vaudreuil dazu, seine bisherige Position doch noch einmal zu überdenken. Kurz nach seinem Aufbruch erhielt Lévis daher die Order, sofort wieder umzukehren und stattdessen mit seinen regulären Einheiten schnellstmöglich Montcalm zu Hilfe zu eilen. Lévis rückte deshalb mit 400 seiner Elitesoldaten in größter Eile an, um dessen Position noch vor dem Eintreffen der britischen Invasionsarmee stärken zu können. Dies gelang ihm gerade noch, denn als er am Abend des 7. Juli in Fort Carillon eintraf, waren die britischen Truppen bereits den Lac du Saint-Sacrement hinabgesegelt und befanden sich inzwischen unweit des Forts.
Die von dem britischen General James Abercrombie kommandierte Streitmacht umfasste dabei über 15.000 Mann. Ihren Kern bildeten etwas mehr als 6000 reguläre britische Soldaten, die am folgenden Tag auch die Hauptlast des Angriffs zu tragen hatten, der größere Rest der Armee bestand aus amerikanischen Kolonialeinheiten. Montcalm hatte die französischen Verteidiger auf dem Gelände vor dem Fort in Stellung gehen lassen und dann die Anlage von Feldbefestigungen in diesem Bereich angeordnet. Im Vorfeld dieser Befestigungen wurden Gräben ausgehoben, um den Briten ein geordnetes Vorrücken durch dieses Terrain zu erschweren. Zudem waren zahlreiche Bäume gefällt worden, deren zugespitztes Geäst im Verbund mit einer Vielzahl eingerammter Pfähle als eine Art hölzernes Stacheldrahtverhau fungieren sollte. Beim Eintreffen von Lévis waren diese Arbeiten noch nicht beendet und in größter Eile wurde weiterhin an deren Fertigstellung gearbeitet. Die Lage für die französischen Verteidiger war jedenfalls höchst prekär, denn ihre Proviantvorräte reichten nur noch für eine Woche; bei einer klassischen Belagerung hätten sie daher nicht mehr sehr lange standhalten können. Auch einem Abschneiden ihrer Verbindungs- und Nachschublinien durch ein britisches Umgehungsmanöver hätten sie wegen ihrer numerischen Unterlegenheit kaum ernsthaften Widerstand entgegensetzen können. Die Ungeduld des britischen Befehlshabers aber rettete die Franzosen aus dieser misslichen Zwangslage, denn Abercrombie wollte nicht einmal auf das Eintreffen seines Artillerieparks warten, sondern befahl seinen Truppen stattdessen einen sofortigen Sturmangriff auf die gut verschanzten Verteidiger. In der sich daraus entwickelnden Schlacht von Carillon kommandierte Lévis dann den rechten Flügel der französischen Stellungen. Nach fast vierstündigem Kampf und dem Tod von 2000 seiner Soldaten befahl Abercrombie schließlich den Abbruch der Schlacht, die dann in einem überstürzten Rückzug der Briten endete. Es war einer der letzten größeren Abwehrerfolge der Franzosen, die nicht einmal drei Wochen später den Verlust ihrer wichtigen Seefestung Louisbourg hinnehmen mussten.

### 1759 – Verteidiger von Québec

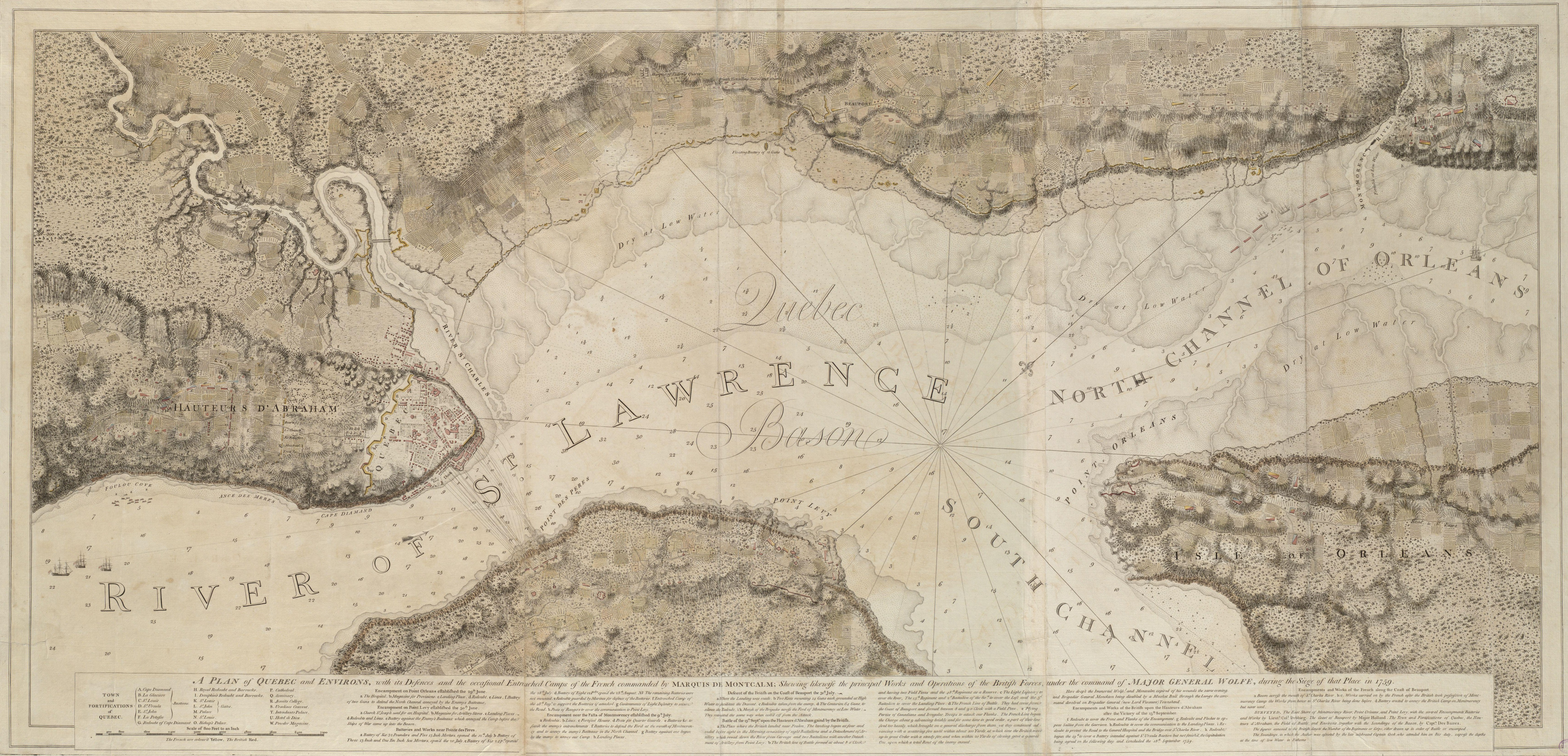
Eine aus dem Jahr 1777 stammende Karte mit der Darstellung der militärischen Positionen von Franzosen und Briten während der Belagerung von Québec

Nachdem es den Briten im Vorjahr durch die Einnahme der auf der Kap-Breton-Insel gelegenen Festung Louisbourg gelungen war, das maritime Tor nach Kanada aufzustoßen, konnten sie 1759 mit einer Flotte ungehindert in den Mündungstrichter des Sankt-Lorenz-Stroms eindringen und Ende Juni unweit von Québec eine von General Wolfe befehligte große Invasionsarmee an Land bringen. Als die britischen Streitkräfte unter Führung von James Murray mit ersten militärischen Aktionen gegen die Hauptstadt Neufrankreichs begannen, stand ihnen Lévis in dieser Frühphase der Belagerung unmittelbar gegenüber. Als die Briten am 31. Juli eine Landung bei dem am Nordufer des Sankt-Lorenz-Stroms gelegenen Montmorency-Fall unternahmen und gegen seine Stellungen vorgingen, konnte er diesen Angriff durch das frühzeitige Ergreifen von Abwehrmaßnahmen zum Scheitern bringen. Nachdem die von ihm befehligten kanadischen Milizeinheiten noch durch reguläre Soldaten verstärkt worden waren, mussten sich die Briten nach den in der Schlacht bei Beauport erlittenen schweren Verlusten wieder von diesem Uferabschnitt zurückziehen.
Zeitgleich mit der von der Seeseite her unternommenen Invasion versuchten britische Truppen aber auch weiterhin, über Landrouten nach Kanada vorzustoßen. Bereits am 26. Juli hatte das seit mehreren Wochen belagerte Fort Niagara an die Briten übergeben werden müssen, nachdem der Entsatzversuch einer kanadischen Waldläuferarmee unter großen Verlusten gescheitert war. Am gleichen Tag musste die französische Restgarnison das Fort Carillon aufgeben und zog sich wie schon zuvor auch das Hauptkontingent nach Norden zurück. Damit war das Herzland des französischen Kanada sowohl von Westen, als auch von Süden her durch vorrückende britische Armeen akut bedroht. Um dieser Gefahr zu begegnen, wurde Lévis von Montcalm nach Montreal entsandt, um die dortigen Verteidigungsmaßnahmen zu organisieren. Er verließ Québec daher am 9. August und rückte mit einer Verstärkung von 800 Mann nach Westen ab. Die im westlichen Hinterland agierenden Briten verzichteten allerdings in diesem Jahr auf ein weiteres Vorrücken, so dass dort dann keine größeren Konfrontationen mehr stattfanden.
Als dann allerdings am 13. September vor den Toren von Québec die den Ausgang des Krieges vorentscheidende Schlacht auf der Abraham-Ebene stattfand, war Lévis deswegen nicht am Schauplatz des Geschehens, sondern hielt sich in Montreal auf. Nachdem Montcalm am Morgen nach der Schlacht seinen dabei erlittenen Verwundungen erlegen war, fiel Lévis aufgrund von bereits zuvor in Geheimdokumenten festgelegten Anweisungen der französischen Krone nunmehr die Rolle als neuer Oberbefehlshaber der Truppen in Neufrankreich zu. Nach der am 18. September erfolgten Übergabe Québecs an die siegreichen Briten vermochte er allerdings nur noch, die geschlagenen französischen Truppen zu sammeln und deren Rückzug nach Montreal zu koordinieren. Während der Wintermonate entfaltete Lévis dort dann umfangreiche Aktivitäten, mit der Absicht, im darauf folgenden Frühjahr eine Gegenangriff zu unternehmen, der die Stadt Québec wieder in französische Hand bringen sollte. Neben umfangreichen Ausbildungsmaßnahmen für seine Truppen umfassten dies auch die Heranschaffung größerer Mengen von Versorgungsgütern, die von den kanadischen Außenposten abgezogen und zur Vorbereitung der Offensive nach Montreal gebracht wurden.

### 1760 – Belagerer von Québec

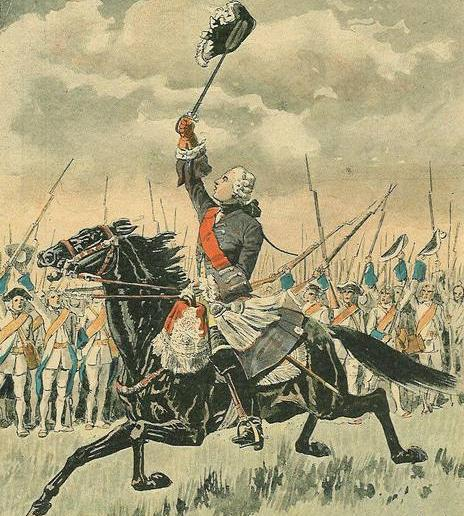
Lévis vor der Schlacht bei Sainte-Foy bei der Ermutigung seiner Truppen

Lévis begann seinen Feldzug zur Rückeroberung von Québec, sobald die spätwinterlichen Verhältnisse dies zuließen. Am 20. April rückte er aus Montreal mit seinen reorganisierten Truppen ab und gelangte am 26. April mit seiner knapp 7000 Mann zählenden Streitmacht bei Saint-Augustine an, einige Kilometer westlich von Sainte-Foy. Die in der Nähe befindlichen britischen Vorposten zogen sich vor ihm zurück und Lévis begann mit seinen Truppen in Richtung Québec vorzustoßen. Dort erwartete ihn mit James Murray ein Gegner, dem er im Juli 1759 während der Anfangsphase der Belagerung von Québec gegenübergestanden hatte. Murray war im vorherigen Herbst als Kommandant einer kleinen Besatzungsgarnison in der Stadt zurückgeblieben, während der größte Teil der britischen Belagerungsarmee zusammen mit der Flotte vor dem nahenden Einbruch des Winters abgezogen worden war. Anstatt den französischen Angriff hinter den Stadtmauern abzuwarten, entschied sich Murray diesem auf offenem Feld entgegenzutreten. Damit traf er dieselbe fatale Entscheidung wie sieben Monate vorher auch Montcalm im Vorfeld der Schlacht auf der Abraham-Ebene. Unweit des Orts dieser Schlacht wiederholten sich damit fast die damaligen Ereignisse, dieses Mal allerdings mit umgekehrten Vorzeichen. Murray konnte Lévis dabei knapp 4000 reguläre Soldaten entgegenstellen, während dieser auf dem Schlachtfeld nur noch etwa 5000 Mann aufbieten konnte, weil sich ein Teil seiner Truppen durch ein Missverständnis weit abseits von dort befand. Die französischen Truppen setzten sich etwa zur einen Hälfte aus regulären Truppen, zur anderen Hälfte aus kanadischen Milizeinheiten zusammen.
Nach harten, für beide Seiten äußerst verlustreichen Kämpfen gelang es den Truppen von Lévis schließlich die Briten in der sich daraufhin entwickelnden Schlacht bei Sainte-Foy in die Flucht zu schlagen, allerdings ohne ihnen dabei den Rückzugsweg in die Stadt abzuschneiden. Auf ihrer hastigen Flucht mussten die Briten auf dem Schlachtfeld ihre gesamte Feldartillerie zurücklassen und im Anschluss daran begannen die Franzosen mit der Belagerung ihrer eigenen Hauptstadt. Die eroberten Geschütze wurden nun gegen ihre ehemaligen Besitzer eingesetzt, doch weder diese, noch das insgesamt zur Verfügung stehende Belagerungsmaterial reichte aus, um eine Kapitulation der dezimierten britischen Garnison zu erzwingen. Lévis beschränkte sich daher darauf, die Briten in Québec nur einzuschließen, verzichtete aber darauf, die Stadt durch einen Sturmangriff einnehmen zu wollen. Stattdessen hoffte er auf das Eintreffen von Verstärkung aus dem französischen Mutterland, sobald die Eislage im Mündungstrichter des Sankt-Lorenz-Stroms dies zulassen würde. Diese Hilfe hatte er im vorherigen Herbst durch eine schriftliche Botschaft selbst erbeten und wenn es der französischen Marine während der ersten Maiwochen tatsächlich gelungen wäre, auch nur einen kleinen Flottenverband zu seiner Unterstützung durchzubringen, dann wäre es Murray kaum mehr möglich gewesen, der Belagerung länger standzuhalten. In der zweiten Hälfte des Jahres 1759 hatten die französischen Seestreitkräfte aber in Europa in den Seeschlachten bei Lagos und in der Bucht von Quiberon zwei verheerende Niederlagen erlitten, die deren maritimen Handlungsspielraum massiv einschränken sollten. Zwar hatten die Franzosen am 10. April von Bordeaux aus eine aus sechs Fregatten bestehende Flottille nach Kanada entsandt, allerdings konnten davon nur drei Schiffe die britische Küstenblockade erfolgreich durchbrechen und unbehelligt bis in den Sankt-Lorenz-Golf gelangen. Dort allerdings erfuhren sie, dass mittlerweile bereits britische Marinestreitkräfte in den Mündungstrichter des Sankt-Lorenz-Stroms eingedrungen waren und damit die Zufahrt nach Québec blockierten. Die drei Fregatten zogen sich danach in die Chaleur-Bucht zurück, wo sie später von einer überlegenen britischen Flotte im Mündungsbereich des Restigouche-Flusses eingeschlossen und Anfang Juli im Verlauf eines mehrtägigen Gefechts zerstört wurden. Damit war die einzige Unterstützungsflotte verloren gegangen, die Lévis in seinem Kampf um die Zurückeroberung von Québec noch hätte Hilfe bringen können.
Bereits am 8. Mai war eine erste britische Fregatte vor Québec erschienen und in den nächsten Tagen folgten weitere. Nachdem diese Schiffe schließlich Mitte Mai seine auf dem Sankt-Lorenz-Strom agierende Flussflottille weitgehend vernichtet hatten, konnte Lévis die weitere Belagerung der Stadt nicht mehr aufrechterhalten und zog sich mit seinen Truppen daraufhin wieder nach Montreal zurück. In der Folgezeit versuchte er unter Aufbietung aller verfügbaren Kräfte die von drei Seiten in Richtung Montreal vorrückenden britischen Armeen noch aufzuhalten, was aber angesichts der mittlerweile hoffnungslosen militärischen Lage und einer immer weiter um sich greifenden Desertionswelle bei seinen Truppen keine Aussicht mehr auf Erfolg haben sollte. Hauptsächlich waren es dabei die kanadischen Milizionäre und indianischen Alliierten, die den Verteidigungsbemühungen von Lévis den Rücken kehrten, in zunehmendem Maß aber auch Soldaten aus den regulären Regimentern. Noch Anfang September versuchte er vergeblich, den mit seinen Truppen auf einer Bootsflottille über den Sankt-Lorenz-Strom anrückenden General Amherst bei den Stromschnellen von Lachine zu stoppen. Seinem an die wichtigsten indianischen Verbündeten gerichteten Appell, die französischen Streitkräfte in dieser schwierigen Lage doch noch einmal zu unterstützen, kamen diese aber nicht mehr nach. Stattdessen zogen diese ab, ohne Lévis überhaupt noch einmal zu antworten und ließen ihn mit einem als Geschenk dargebotenem Wampumgürtel zurück, wie er selbst in seinem Tagebuch berichtete. Danach blieb ihm nur noch, sich nach Montreal zurückzuziehen. Dort sah er sich dann mit den ihm noch verbliebenen 2000 Soldaten einer sechsfach überlegenen britischen Streitmacht konfrontiert. Auf der befestigten Île Sainte-Hélène wollte er diesen dann noch Widerstand bis zuletzt leisten, was ihm aber von Gouverneur Vaudreuil untersagt wurde. Stattdessen unterzeichnete dieser eine Kapitulationserklärung, mit der Neufrankreich an die britischen Invasoren übergeben wurde. Mit den Bedingungen dieser Kapitulation war Lévis allerdings überaus unzufrieden, denn darin waren nicht die traditionell gewährten Kriegsehren für einen unterlegenen Gegner zugestanden worden. Die Regimentsfahnen der französischen Linientruppen wurden daraufhin von ihm verbrannt, um sie nicht in die Hände der siegreichen Invasoren fallen zu lassen.

## Zurück in Frankreich
Nach dem Fall Neufrankreichs musste Lévis im Oktober 1760 auf einem britischen Kriegsschiff die Rückreise nach Frankreich antreten. Nach seiner Rückkehr wurde er im folgenden Jahr zum Generalleutnant befördert und nahm dann noch an mehreren Feldzügen teil, die von französischen Truppen auf deutschem Boden unternommen wurden. Nach der 1763 erfolgten Beendigung des Siebenjährigen Krieges zog er sich schließlich aus dem aktiven Militärdienst zurück. 1765 wurde er zum Gouverneur des Artois ernannt und im Jahr 1783 zum Marschall von Frankreich befördert. Ein Jahr darauf wurde ihm der vererbbare Adelstitel eine Herzogs verliehen. Keine zwei Jahre vor dem Ausbruch der französischen Revolution verstarb er 1787 in Arras, wo er bis zuletzt als Gouverneur des Artois amtiert hatte. Seine Witwe und zwei seiner drei Töchter fielen später der revolutionären Terrorherrschaft zum Opfer und wurden 1794 guillotiniert. Seinem Sohn Pierre-Marc-Gaston de Lévis hingegen war es gelungen, sich den revolutionären Verfolgungen durch eine Flucht nach England zu entziehen. Er hatte nach dem Tod von Lévis dessen Nachfolge im Herzogsrang angetreten und sollte im Jahr 1816 in die Gelehrtengesellschaft der Académie française gewählt werden.

## Bewertung
Im Hinblick auf die verkrustete gesellschaftliche Situation des vorrevolutionären Frankreichs stellte der Lebensweg des François-Gaston de Lévis eine recht bemerkenswerte Erfolgsgeschichte dar: Nachdem er seine berufliche Laufbahn noch als verarmter Gascogner Kadett aus dem Languedoc begonnen hatte, beendete er diese im Rang eines Marschalls und mit einem Herzogstitel. Damit gelang ihm ein gesellschaftlicher Aufstieg, der nahezu das Äußerste war, das jemand wie er im gesellschaftlichen Korsett des Ancien Régime erreichen konnte. Begünstigt wurde dies unter anderem dadurch, dass er bereits im Frühstadium seiner Karriere von wichtigen Persönlichkeiten in der Armee und am Hof gefördert worden war. Dabei spielte insbesondere der mit Lévis verwandte – und von ihm als sein Ziehvater angesehene – Marschall de Mirepoix eine wichtige Rolle.
Lévis lebte in einer Ära, in der die Protegierung durch einflussreiche Gönner von eminenter Bedeutung war, wohingegen die individuellen Stärken und persönlichen Fähigkeiten des Einzelnen demgegenüber nur eine untergeordnete Rolle spielten. Zudem wurde das gesellschaftliche Leben in jener Zeit durch eine weit verbreitete intrigante Grundhaltung bestimmt. Angesichts dieser Rahmenbedingungen vermied Lévis es stets, sich im Laufe seiner Karriere Feinde zu machen. Mit der gleichen Konsequenz verweigerte er es aber auch, die Rolle eines Schmeichlers einzunehmen. Stattdessen hielt er sich von allen Querelen und Zwistigkeiten fern, insbesondere bei seinen Beziehungen zu Vaudreuil und Montcalm. Bemerkenswert ist, dass er sich den Respekt dieser beiden miteinander so tief zerstrittenen Führungspersönlichkeiten erwerben konnte und es zeigt die Bedachtsamkeit, mit der der im Gefecht so kaltblütig agierende Lévis in dieser Hinsicht handelte. Zweifellos war Lévis ein außerordentlich fähiger Militärbefehlshaber, wofür unter anderem die unter seiner Führung erfochtenen Siege in den Schlachten bei Montmorency und Sainte-Foy stehen. Gerade in diesem Kontext ist aber auch die Wertschätzung auffällig, die ihm James Murray entgegenbrachte, der im Juli 1759 und Frühjahr 1760 sein militärischer Widersacher im Kampf um Québec gewesen war.